# عدی الصیفی
عدی الصیفی (انگلیسی: Odai Al-Saify؛ زادهٔ ۲۶ مهٔ ۱۹۸۶) یک بازیکن فوتبال اهل اردن است.
از باشگاه‌هایی که در آن بازی کرده است می‌توان به باشگاه فوتبال الظفره و باشگاه ورزشی السالمیه کویت اشاره کرد.
وی همچنین در تیم ملی فوتبال اردن سابقه ۷۶ بازی و ۱۰ گل ملی دارد.